# Nordfriedhof (Magdeburg)
Der Nordfriedhof ist ein ehemaliger kommunaler Friedhof in Magdeburg, der Landeshauptstadt von Sachsen-Anhalt. An seiner Stelle befindet sich heute der Nordpark Magdeburg.

## Lage
Auf dem Gelände des ehemaligen Nordfriedhofes liegt heute der Nordpark Magdeburg. Der Park befindet sich nördlich des Geländes der Otto-von-Guericke-Universität Magdeburg im Stadtteil Magdeburg-Alte Neustadt.

## Geschichte
Der Magdeburger Bürgermeister August Wilhelm Francke begann 1823 das Magdeburger Friedhofswesen zu reformieren. Dazu kaufte die Stadt einen Teil des nördlich der Altstadt gelegenen Geländes, das durch Napoleon eingeebnet worden war auf. Die Gestaltung der Anlage übernahm Peter Joseph Lenné. Am 21. März 1827 wurde der Friedhof geweiht. Bis 1850 erfolgten die Beisetzungen in eher schlichter Form in Reihen. Danach wurden auch Erbbegräbnisse und damit aufwändigere Gräber zugelassen. 
Der Nordfriedhof wurde 1898 nach der Anlage des Südfriedhof (Magdeburg) und des Westfriedhof (Magdeburg) geschlossen. Danach waren nur noch Bestattungen in bereits erworbenen Grabstätten erlaubt. Um 1900 herum wurde die Anlage in einen Park umgewandelt. Dazu wurden etliche Gräber eingeebnet und die Grabsteine entfernt.
Im Zweiten Weltkrieg wurde der Park schwer beschädigt. Rund 200 Bombentreffer zerstörten die verbliebenen Anlagen. 

## Denkmale
- August Wilhelm Francke, das Denkmal stand einst neben dem Magdeburger Rathaus
- Lazare Nicolas Marguerite Carnot, der in Magdeburg starb, hier begraben wurde und später nach Paris ins Panthéon (Paris) überführt wurde.